# مراد بوعلام الله
مراد بوعلام الله هو إعلامي جزائري يعمل في قناة الجزيرة في قطر، من مواليد مدينة الأخضرية عام 1977م، وتخرج مراد بوعلام الله من معهد العلوم الاقتصادية بجامعة الجزائر.

## حياته المهنية
ولج مراد عالم الإعلام عام 1996 من خلال الصحافة حيث بدأ مشواره كاتبا صحفيا ببعض الصحف الجزائرية مثل الشروق العربي والأصيل ثم مذيعا ومنتجا بشركات الإنتاج السمعي البصري الخاصة لصالح التلفزيون العمومي الجزائري وغيره من المؤسسات كالوزارات والجمعيات الوطنية. وخلال تلك الفترة قدم عدة برامج تلفزيونية وأنجز عددا كبيرا من البرامج الوثائقية.
في عام 2002 انتقل إلى دبي ليلتحق بقناة أم بي سي الفضائية كصحفي في قسم الاقتصاد ثم مذيعا بقسم الاقتصاد بقناة العربية وخلال تلك الفترة قام بتغطية عدة أحداث اقتصادية كبرى داخل الإمارات العربية المتحدة مثل اجتماعات صندوق النقد والبنك الدوليين في دبي عام 2003.
عام 2004 انتقل إلى قناة سي ان بي سي عربية مذيعا ومراقبا للأسواق حيث قدم عدة برامج حوارية اقتصادية واجتماعية ودينية إلى جانب متابعته اليومية لتطورات الأسواق العربية والعالمية، كما قام بتغطية أحداث اقتصادية عالمية كبرى كالأزمة الاقتصادية العالمية عام 2008 والمنتدى الاقتصادي العالمي بدافوس 2012 و 2013.
في عام 2013 التحق بقناة الجزيرة في قطر منتجا ومذيعا بقسم الاقتصاد. وفي عام 2016 اختير لأجل تقديم برنامج الجزيرة هذا الصباح، وهو برنامج يومي على مدار الأسبوع ويهتم بتسليط الضوء على القضايا ذات الأبعاد الاجتماعية والعلمية والاقتصادية والطبية والفنية ز بتاريخ 16/07/2017 اختير لتقديم النشرات الاخبارية لقناة الجزيرة إلى جانب تقديمه لبرنامج الجزيرة هذا الصباح.

## وصلات خارجية
- موقع مراد بوعلام الله الخاص